# Renzo Bonazzi
Renzo Bonazzi (Reggio nell'Emilia, 27 gennaio 1925 – Reggio nell'Emilia, 2 aprile 2010) è stato un politico italiano.

## Biografia
Bonazzi è stato sindaco comunista di Reggio Emilia dal 1962 al 1976. In tale veste ha contribuito, assieme a Loris Malaguzzi, a realizzare il sistema di asili nido e scuole dell'infanzia comunali famoso in tutto il mondo e conosciuto come "Reggio Emilia Approach". I suoi anni da amministratore sono stati caratterizzati dalla creazione di un solido modello di welfare municipale e dal rilancio del sistema educativo e culturale cittadino. 
Successivamente ha ricoperto il ruolo di senatore della Repubblica per tre legislature, dal 1976 al 1987. In seguito è consigliere comunale e assessore per il PCI a Vetto, fino al 1990.
Muore all'età di 85 anni, nella primavera del 2010.